# 2712 Keaton
2712 Keaton è un asteroide della fascia principale. Scoperto nel 1937, presenta un'orbita caratterizzata da un semiasse maggiore pari a 2,1620184 UA e da un'eccentricità di 0,0367390, inclinata di 0,81731° rispetto all'eclittica.